# Sphenomorphus cameronicus
Sphenomorphus cameronicus este o specie de șopârle din genul Sphenomorphus, familia Scincidae, descrisă de Worthington George Smith în anul 1924. Conform Catalogue of Life specia Sphenomorphus cameronicus nu are subspecii cunoscute.